# Tsirgumäe
Koordinaten: 57° 37′ N, 26° 20′ O
Tsirgumäe (zu deutsch Vogelberg) ist ein Dorf (estnisch küla) in der estnischen Landgemeinde Valga (bis 2017 Taheva) im Kreis Valga. Es hat 59 Einwohner (Stand 1. Januar 2007).
Das Dorf liegt unmittelbar an der estnisch-lettischen Grenze. Südwestlich von Tsirgumäe mündet der Fluss Mustjõgi in die Gauja.
Tsirgumäe ist vor allem bekannt für sein 1926 gegründetes Sanatorium, das sich auf die Pflege von Kindern, Senioren und Behinderten spezialisiert hat.